# جان كلود روي
جان كلود روي (بالفرنسية: Jean-Claude Roy)‏ هو كاتب سيناريو ومخرج وممثل فرنسي، ولد في 7 يونيو 1933 ببولون-بيانكور في فرنسا.

## وصلات خارجية
- جان كلود روي على موقع IMDb (الإنجليزية)
- جان كلود روي على موقع ألو سيني (الفرنسية)
- جان كلود روي على موقع أول موفي (الإنجليزية)
- جان كلود روي على موقع قاعدة بيانات الأفلام السويدية (السويدية)
- جان كلود روي على موقع قاعدة بيانات الفيلم (الإنجليزية)
- جان كلود روي على موقع كينوبويسك (الروسية)